# Öratjärnarna (Storsjö socken, Härjedalen, 698049-136629)
Öratjärnarna är en sjö i Bergs kommun i Härjedalen och ingår i Ljungans huvudavrinningsområde. Sjön har en area på 0,0914 kvadratkilometer och ligger 739,2 meter över havet.

## Delavrinningsområde
Öratjärnarna ingår i det delavrinningsområde (698194-136451) som SMHI kallar för Mynnar i Över-Röversjön. Medelhöjden är 855 meter över havet och ytan är 8,05 kvadratkilometer. Räknas de 5 avrinningsområdena uppströms in blir den ackumulerade arean 62,23 kvadratkilometer. Lunndörrsån som avvattnar avrinningsområdet har biflödesordning 3, vilket innebär att vattnet flödar genom totalt 3 vattendrag innan det når havet efter 311 kilometer. Avrinningsområdet består mestadels av skog (54 procent) och kalfjäll (45 procent). Avrinningsområdet har 0,09 kvadratkilometer vattenytor vilket ger det en sjöprocent på 1,1 procent.